# Gommiswald
Gommiswald ist eine politische Gemeinde und eine Ortschaft im Kanton St. Gallen. Sie befindet sich im Wahlkreis See-Gaster. Am 1. Juli 2022 hatte die Ortschaft Gommiswald 2241 Einwohner.

## Geografie

Luftbild von Walter Mittelholzer von 1919

Gommiswald liegt etwa 4 km östlich von Uznach am Ricken. Seit der Fusion im Jahr 2013 besteht die politische Gemeinde aus den Dörfern Ernetschwil, Gebertingen, Gommiswald, Ricken, Rieden und Uetliburg.

## Ortsgemeinden
Die aus Gommiswald, Ernetschwil und Rieden 2013 fusionierte Gemeinde besteht seither aus den selbständigen Ortsgemeinden Gommiswald-Dorf und Rieden. Für das vormals 1807 bis 2012 von Gommiswald unabhängige Ernetschwil gibt es keine entsprechende Ortsgemeinde.

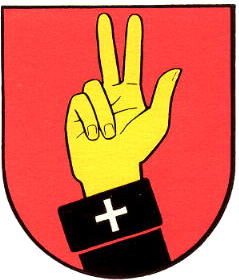
Wappen Ortsgemeinde Gommiswald-Dorf, ehem. Wappen der polit. Gemeinde
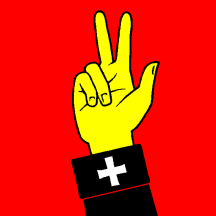
Fahne Ortsgemeinde Gommiswald-Dorf, ehem. Wappen der polit. Gemeinde
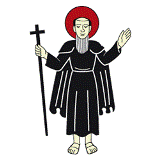
Fahne Ortsgemeinde Rieden

| Jahr      | 1850 | 1900 | 1950 | 1980 | 2000 | 2010 |
| Einwohner | 1092 | 1010 | 1187 | 1601 | 2634 | 2791 |

## Sehenswürdigkeiten
- Prämonstratenserinnenkloster auf dem Berg Sion beim Dorf Uetliburg.

## Persönlichkeiten
- Emil Würmli (1920–2007), Militärtrompeter, Komponist und Dirigent
- Remo H. Largo (1943–2020), Kinderarzt und Buchautor, lebte und starb in Uetliburg
- Michael Hüppi (* 1956), Rechtsanwalt und Sportfunktionär

## Bilder

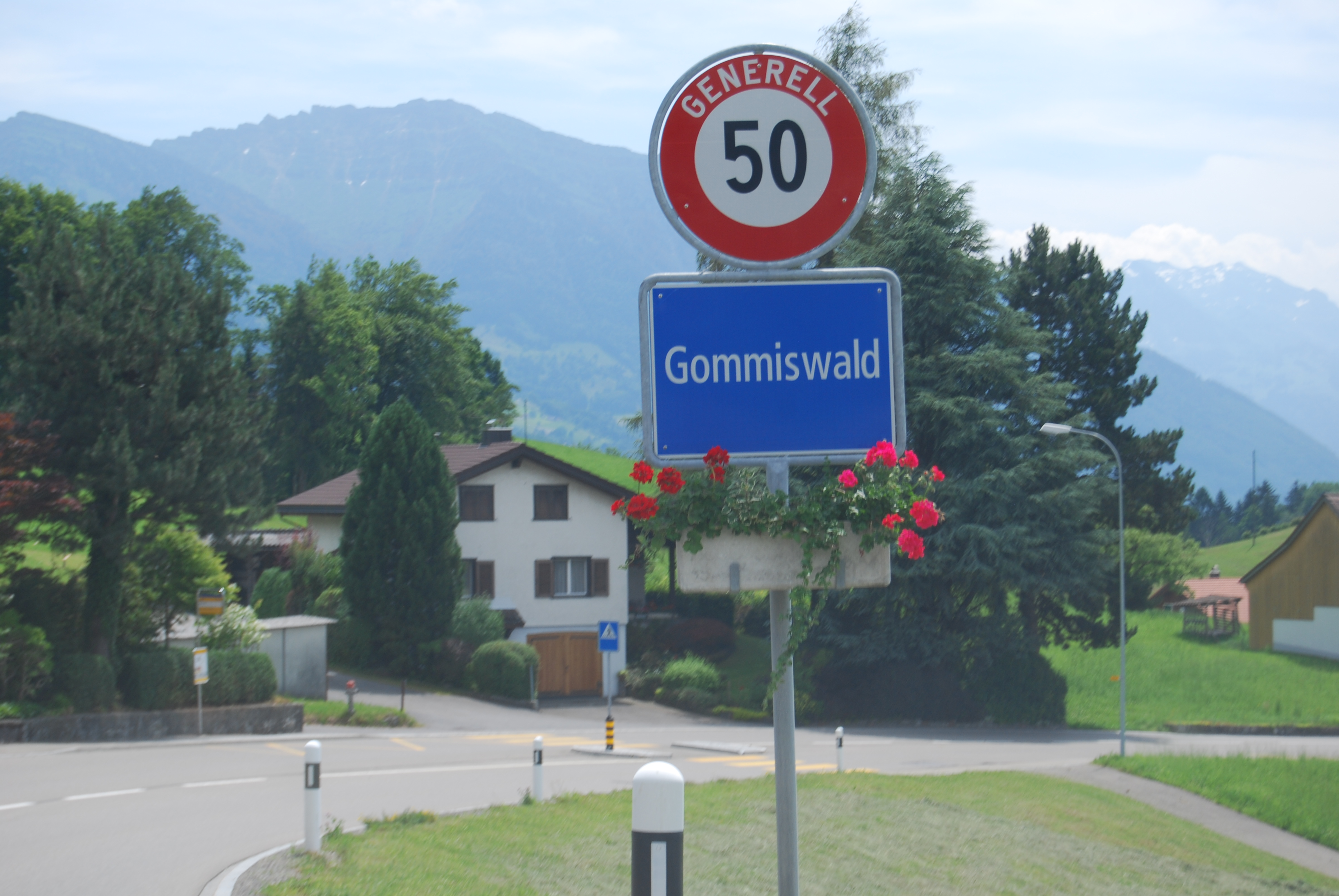
Ortseingang von Gommiswald, vom Ricken her kommend
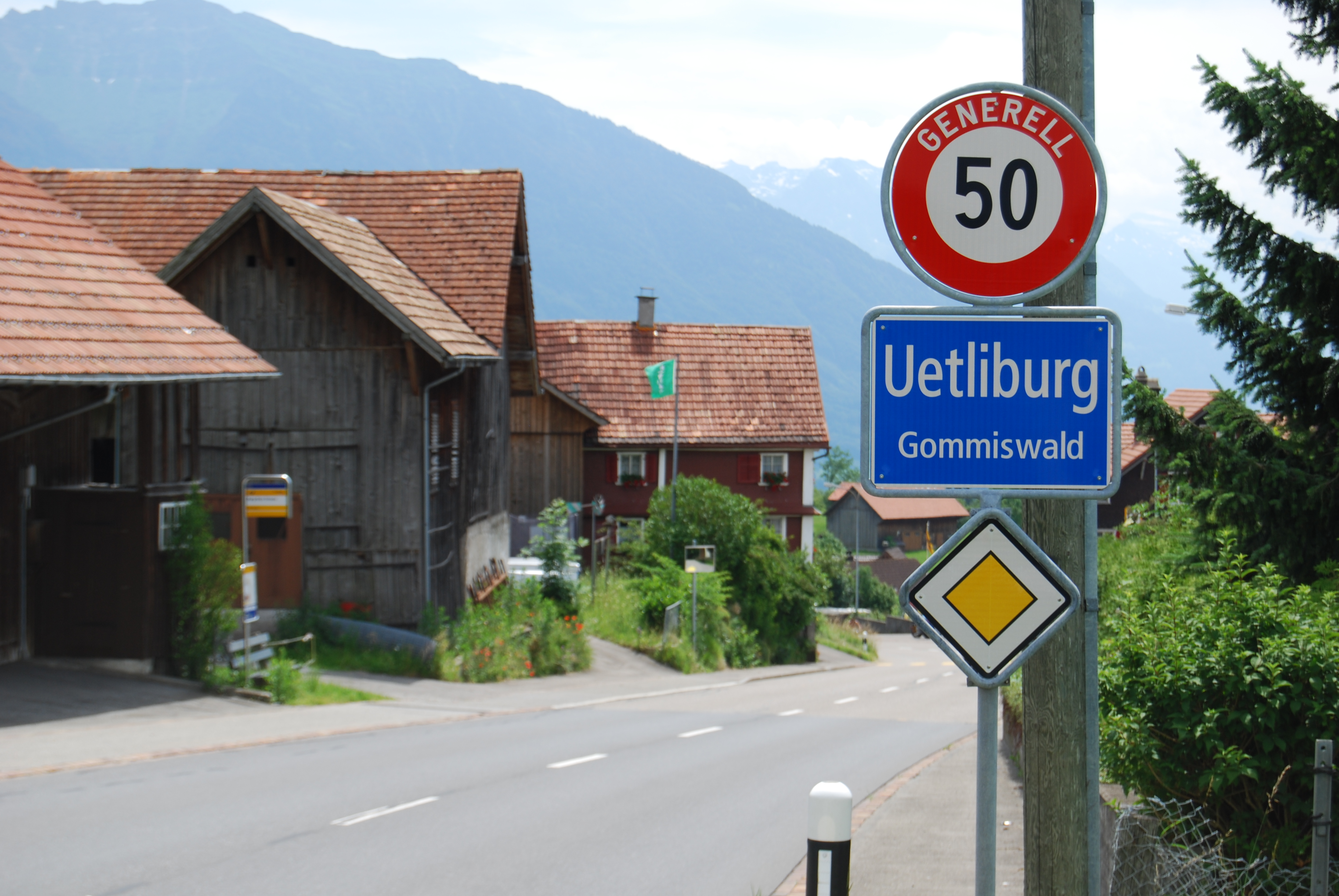
Ortseingang von Uetliburg
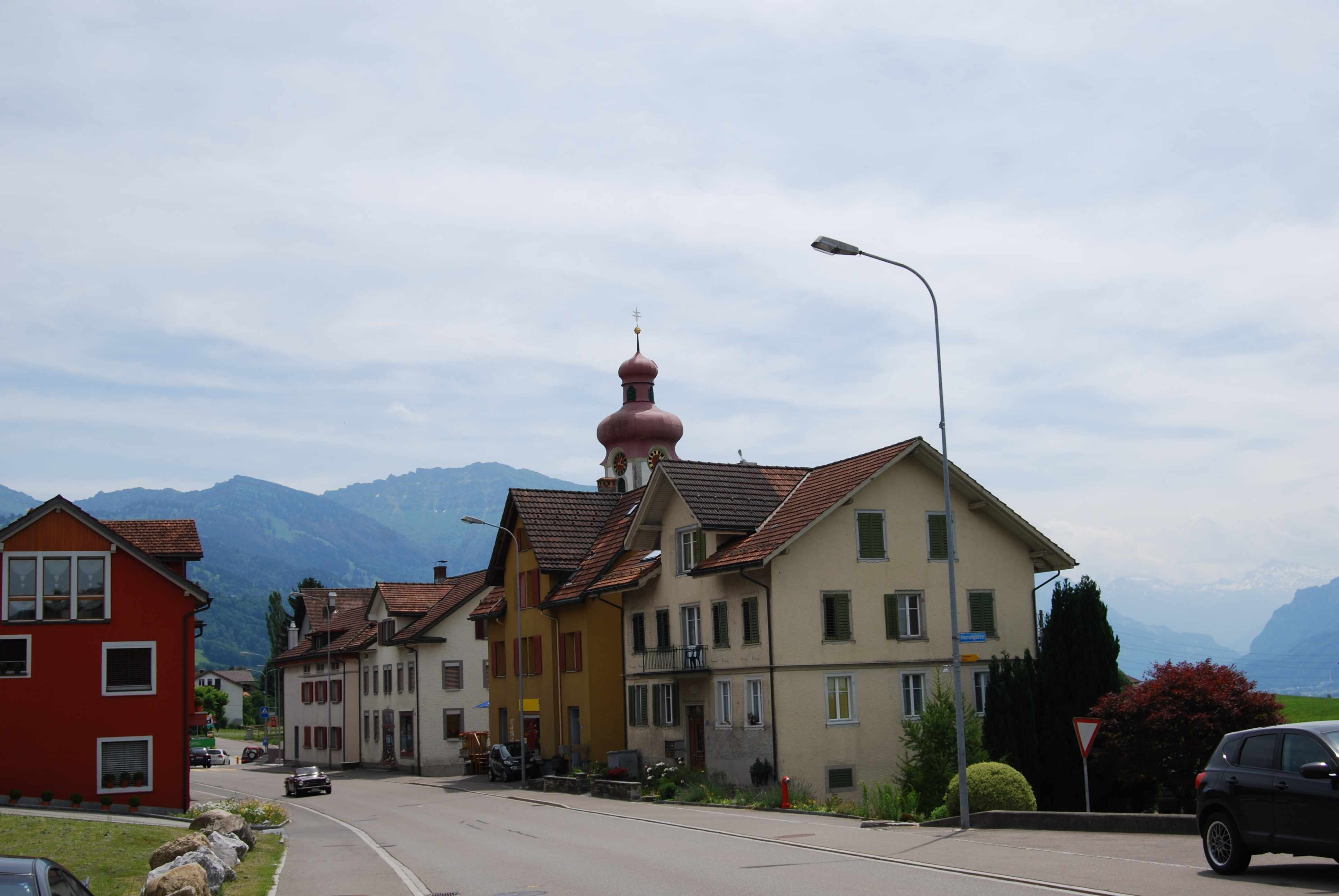
Dorfzentrum von Gommiswald
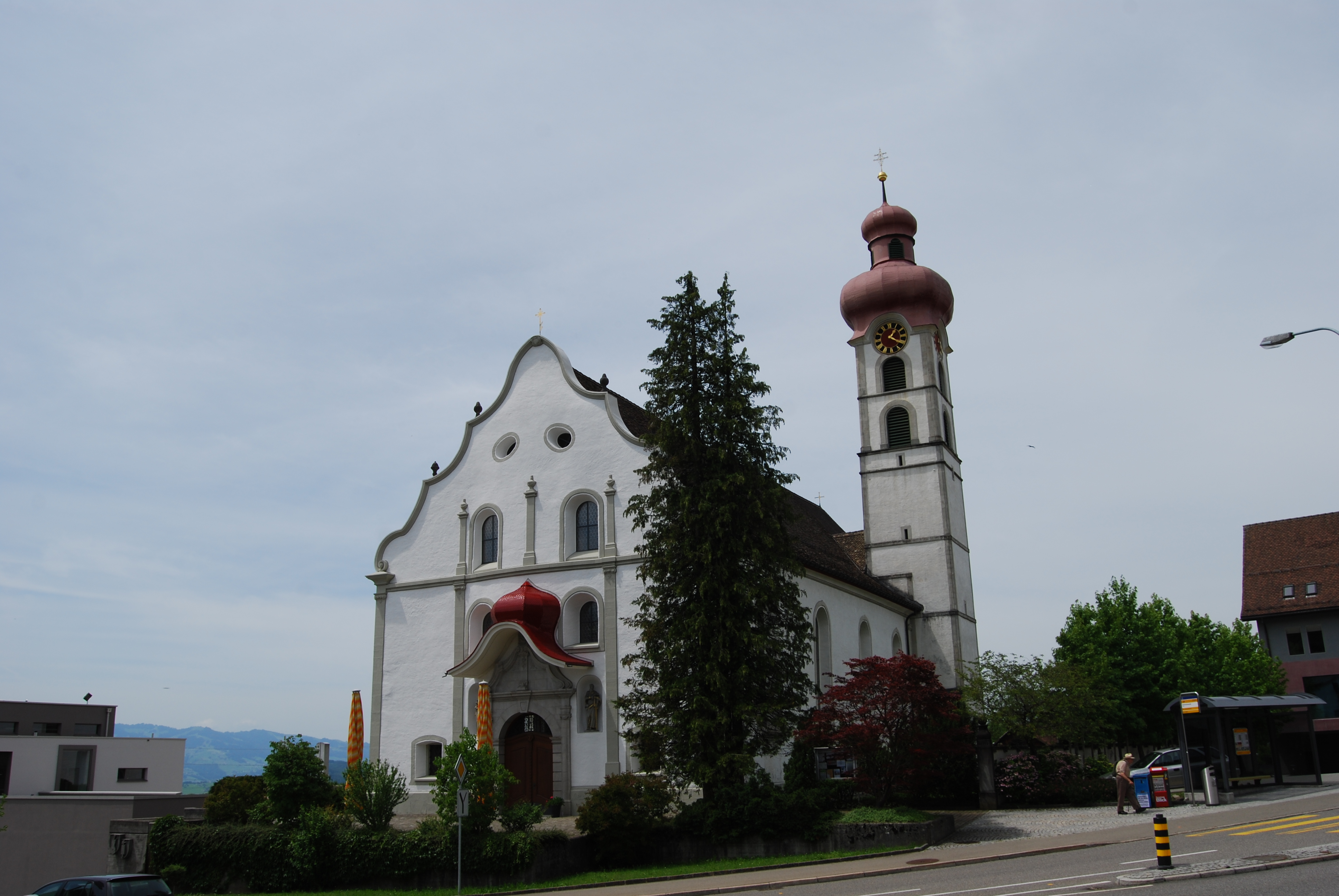
Kirche von Gommiswald
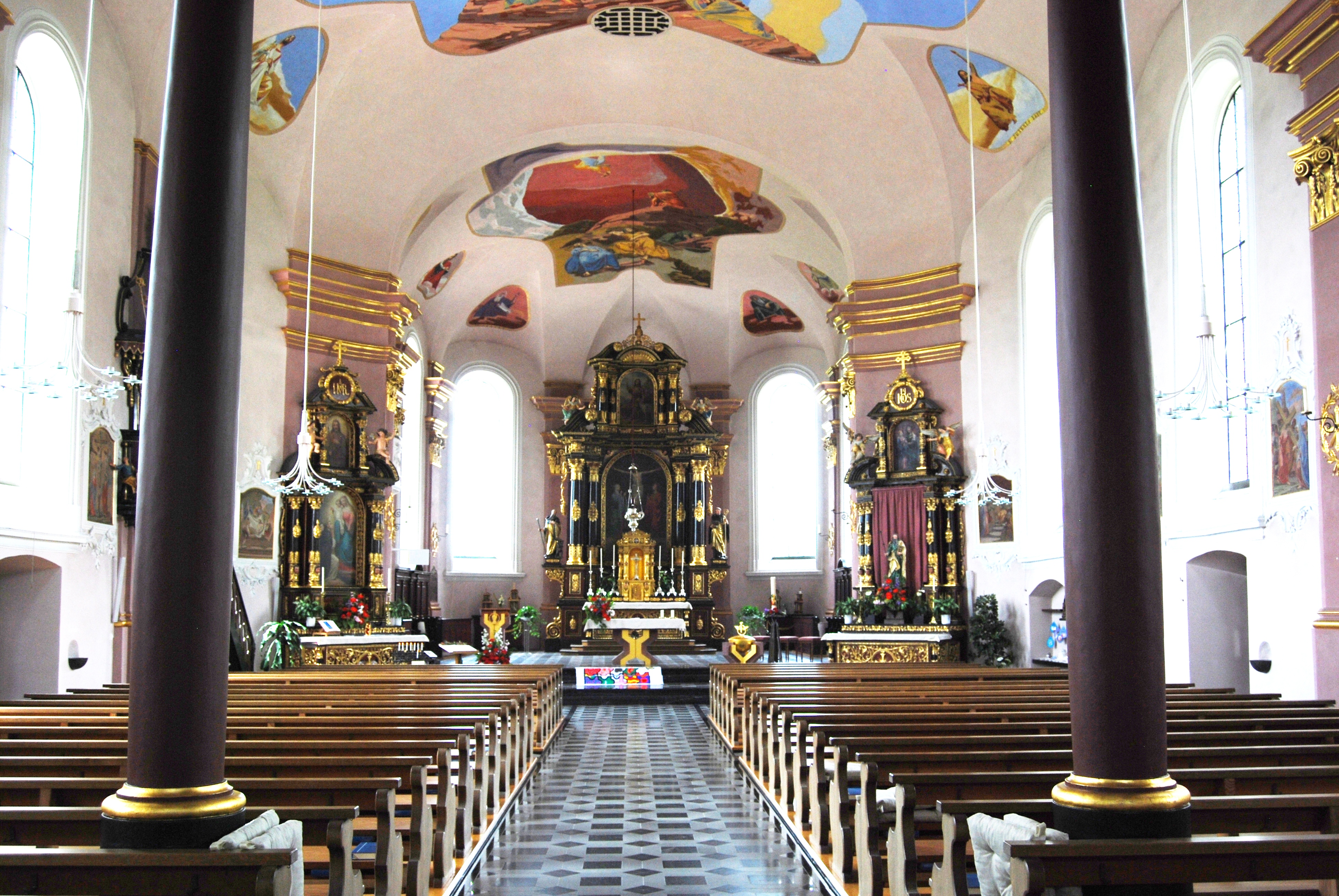
Innenansicht der Kirche von Gommiswald
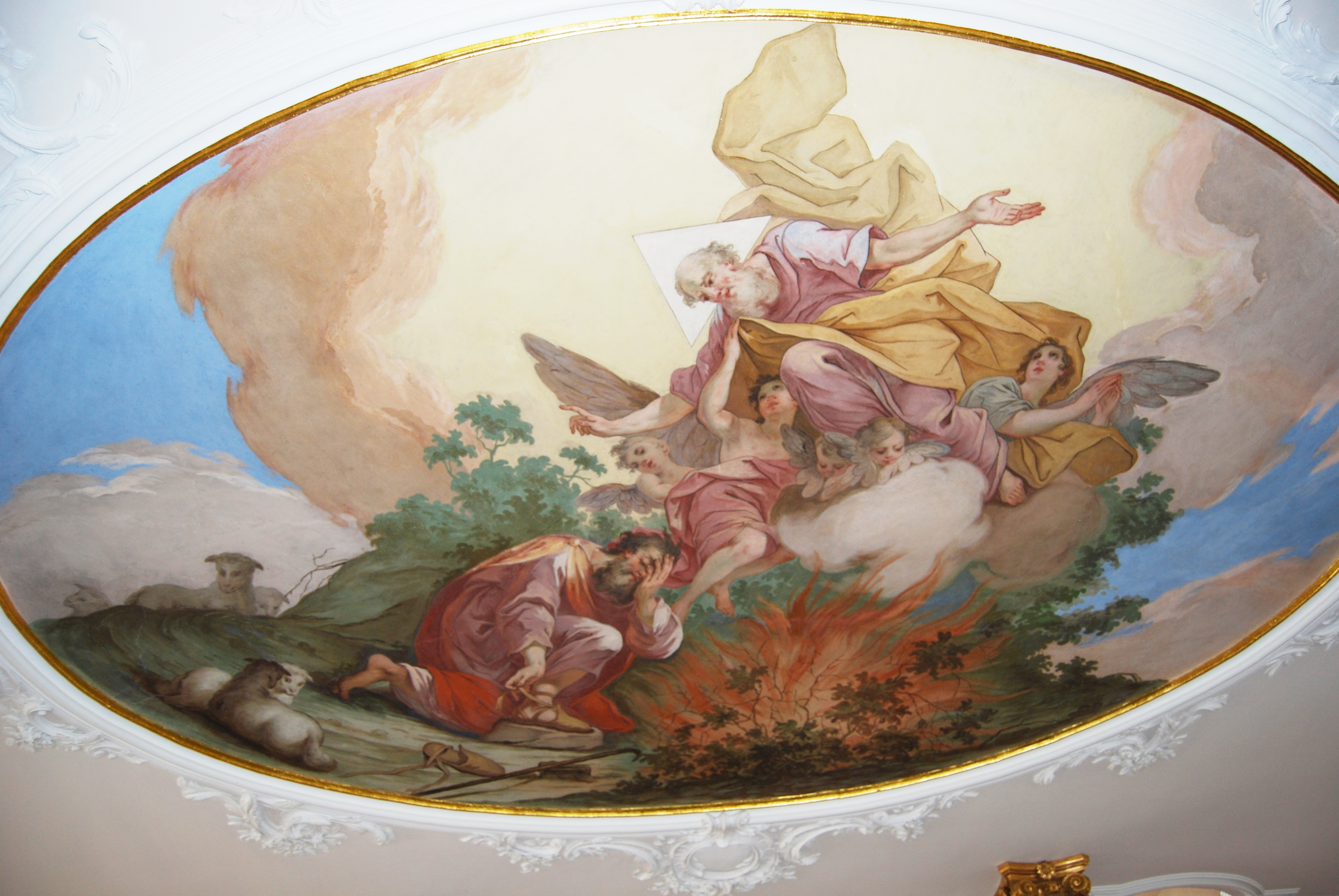
Deckenfreske in der Kirche von Gommiswald
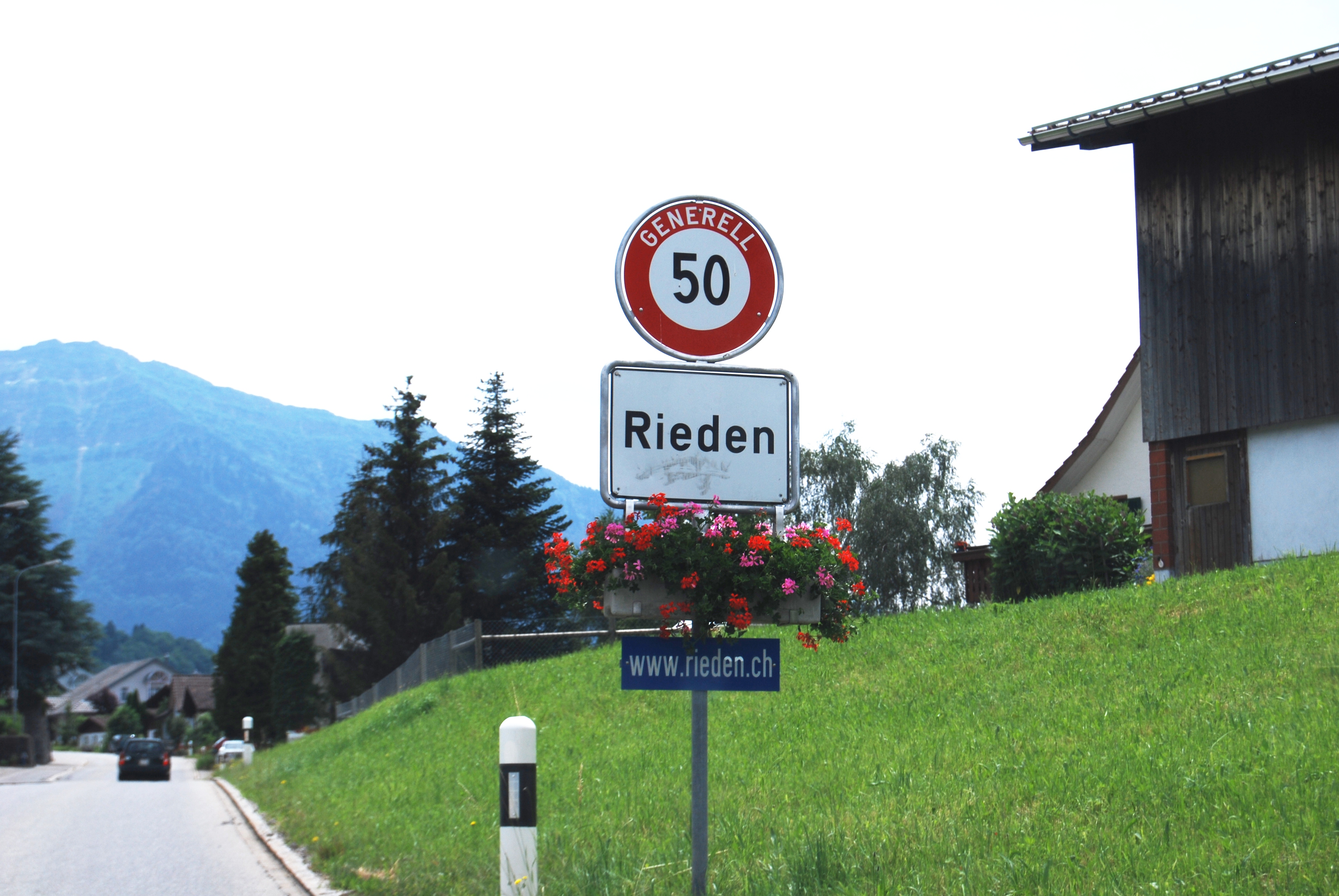
Ortseingang von Rieden
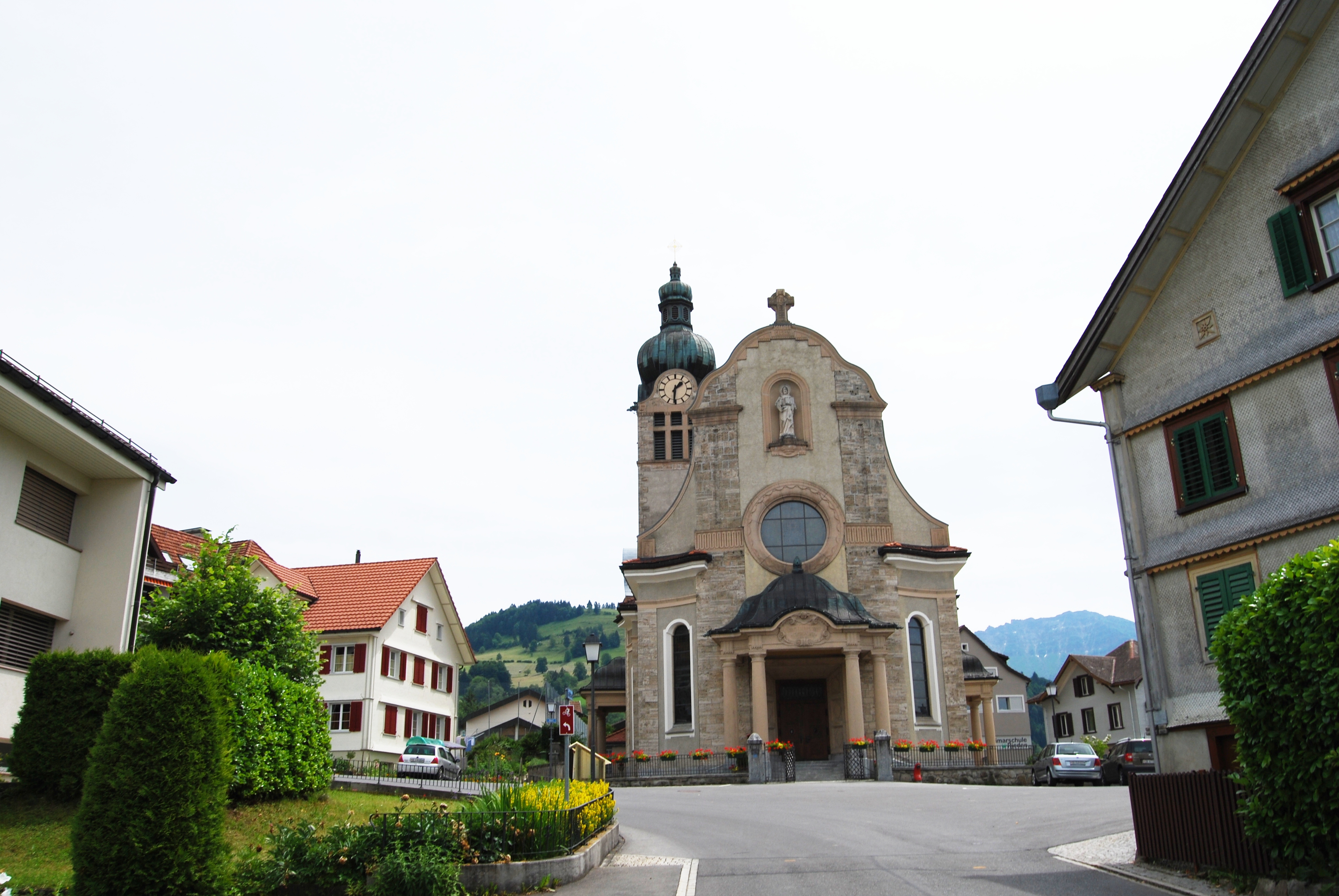
Sankt-Magnus-Kirche Rieden
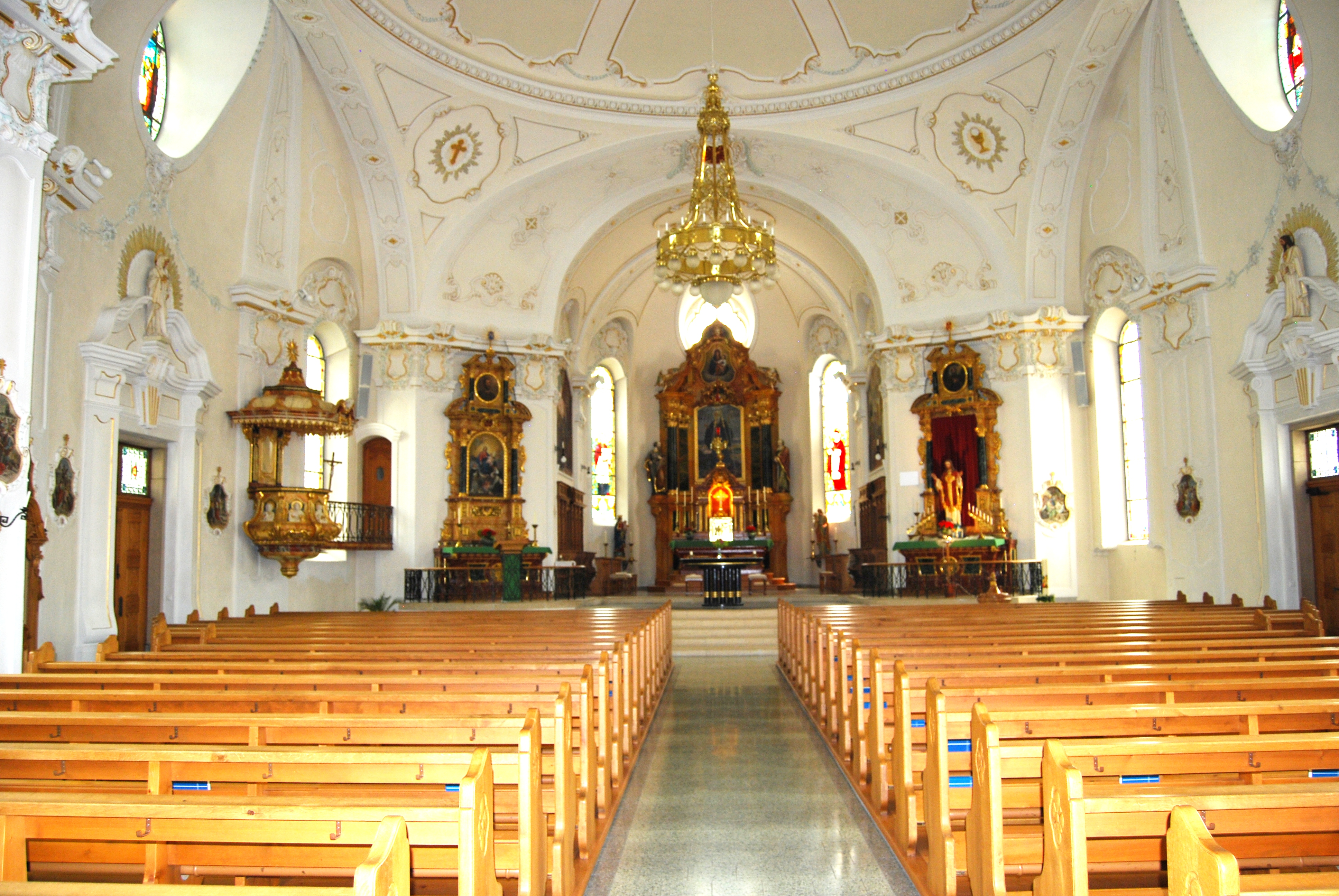
Innenansicht der Sankt-Magnus-Kirche (Sicht auf Altar)
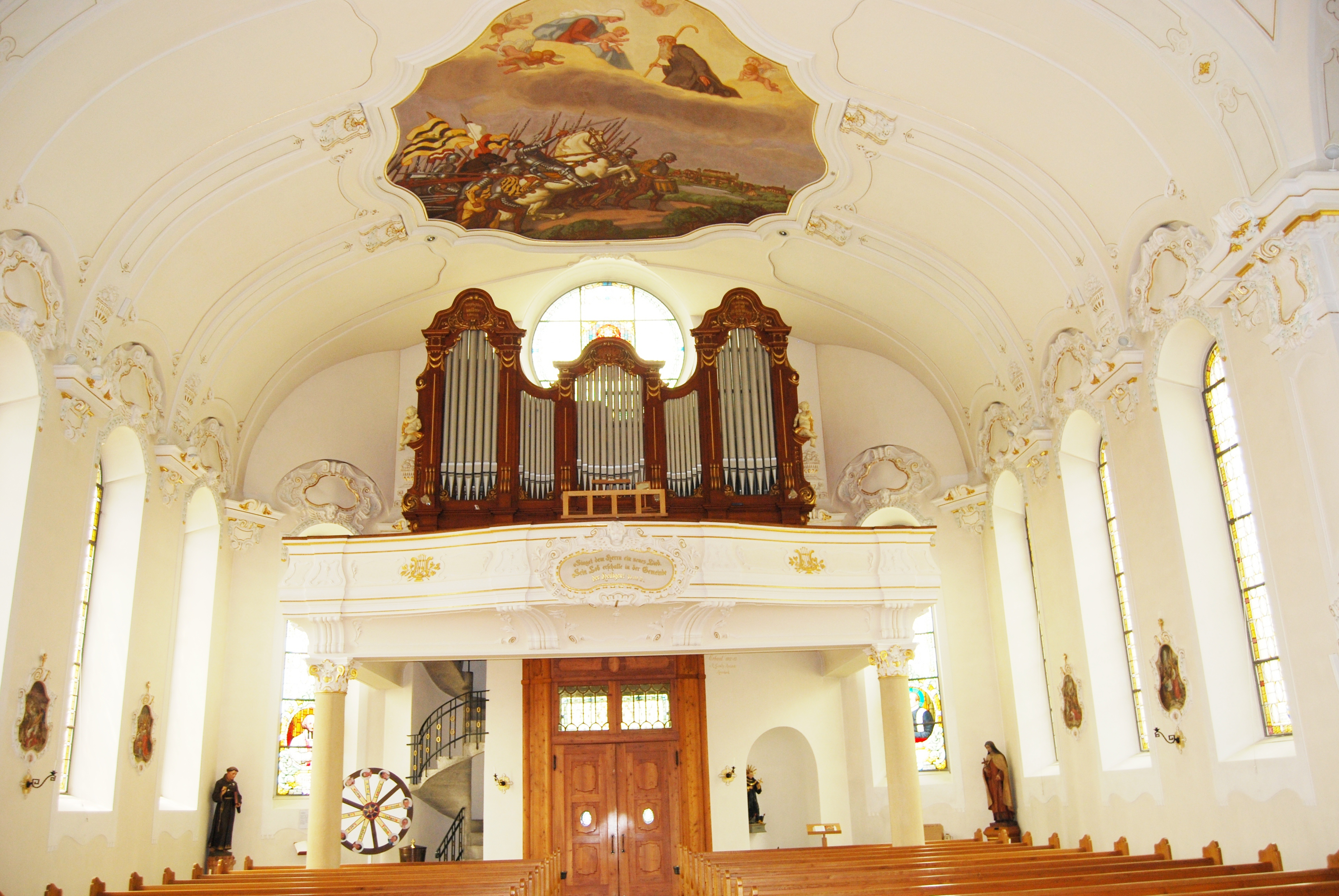
Innenansicht der Sankt-Magnus-Kirche (Sicht auf Orgel und Ausgang)